# Exit!
Die Gruppe Exit!, die eine gleichnamige Theoriezeitschrift herausgibt, setzt sich im Rahmen ihrer Kritik der politischen Ökonomie wertkritisch sowohl mit dem System der kapitalistischen Warenproduktion als auch mit den Erklärungsversuchen des traditionellen Marxismus auseinander. EXIT! unterzieht dabei die betriebswirtschaftliche Rationalität, die „abstrakte Arbeit“ (Marx) und deren Ausdrucksformen Wert, Ware, Geld und Markt einer fundamentalen Kritik.
Eines der Hauptthemen der Gruppe Exit! ist die erstmals in dem Aufsatz Die Krise des Tauschwerts von Robert Kurz gestellte Diagnose,

„dass sich das Kapital durch die von der Marktkonkurrenz induzierte, zwanghafte Erhöhung der Produktivität (oder Produktivkraft) das eigene Grab schaufele, weil es die Arbeit, damit aber seine eigene Substanz zunehmend aus dem Mehrwert schaffenden Produktionsprozess herausnehme.“

Einen breiten Raum in der Theoriezeitschrift nimmt das sogenannte „Abspaltungs-Theorem“ der Autorin Roswitha Scholz ein.
Die Gruppe Exit! ist durch Neugründung aus einer Spaltung der Gruppe Krisis hervorgegangen, wobei deren aktivster und prominentester Autor Robert Kurz die neue Gruppe Exit! mitbegründete.